# W. P. A. van Lammeren

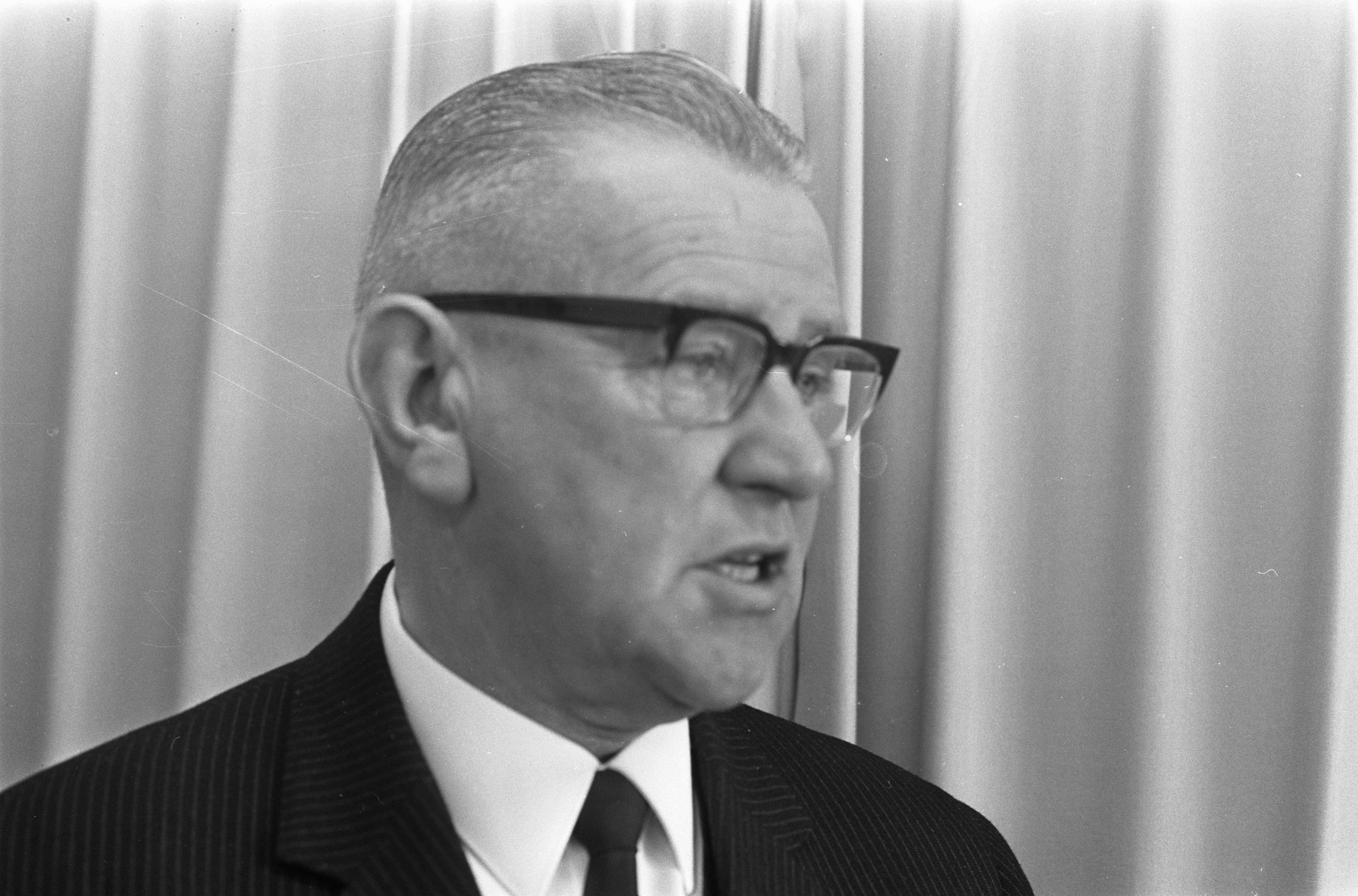
W. P. A. van Lammeren (1969)

Wilhelmus Petrus Antonius van Lammeren, kurz meist W. P. A. van Lammeren (* 26. Mai 1908 in Voorburg; † 20. Oktober 1992 in Wageningen) war ein niederländischer Schiffbauingenieur und Professor, dessen Arbeitsschwerpunkt auf dem Gebiet der Hydrodynamik von Schiffen lag.

## Leben
Van Lammeren wurde 1908 in Voorburg geboren und trat 1930 nach dem Schulbesuch, dem Maschinenbaustudium und einem Praktikum auf einer Werft in den Dienst der erst 1929 gegründeten Nederlandsch Scheepsbouwkundig Proefstation in Wageningen. Noch im Jahr 1929 ging van Lammeren zunächst zur Hamburgischen Schiffbau-Versuchsanstalt und danach zur Schiffbautechnischen Versuchsanstalt in Wien, wo er sich in das Schiffbauversuchswesen einarbeitete. Nach seiner Rückkehr nach Wageningen promovierte van Lammeren mit einer Arbeit über den Maßstabseffekt bei Propulsionskomponenten (Analyse der voortstuwingscomponenten in verband met het schaaleffect bij scheepsmodelproeven) an der Technischen Hochschule Delft.
In den 1930er Jahren führte van Lammeren Schleppversuche mit geometrisch ähnlichen Modellserien auf der Grundlage des Linienrisses des Dampfers Simon Bolivar durch, die international sehr bekannt wurden. 1938 wurde van Lammeren zum Abteilungsleiter für Forschungs und Entwicklung ernannt und in den Jahren von 1940 bis 1945, in denen kriegsbedingt nur wenig Schleppversuche stattfanden, schrieben W. P. A. van Lammeren und Laurens Troost das Buch Resistance, propulsion and steering of ships: a manual for designing hull forms, propellers and rudders, das über Jahre als Standardwerk angesehen wurde. In den Jahren nach dem Zweiten Weltkrieg forschte van Lammeren im Rahmen der Victory- und Arabia-Projekte weiter an den Hintergründen der Maßstabseffekte bei Schleppversuchen. Da maßstabsgerecht verkleinerte Schleppmodelle eine zu kleine Reynoldszahl aufweisen, führte van Lammeren Schleppversuche mit bis zu 22 Meter langen Modellen und sogar mit dem Binnentanker Arabia selber durch. 
Ein weiteres Arbeitsfeld van Lammerens waren Propellerversuche. Seine systematischen Propellerentwurfskurven der Wageningen-B-Serie galten über Jahrzehnte als Standard des Fachs. Nachdem Laurens Troost die Niederlande 1952 verließ, um am Massachusetts Institute of Technology zu arbeiten, übernahm van Lammeren sowohl dessen Posten als Direktor der Versuchsanstalt in Wageningen als auch den Lehrstuhl für Widerstand und Propulsion von Schiffen an der TU Delft. In den 1960er und Anfang der 1970er Jahre baute van Lammeren die Anlagen des Wageninger Instituts erheblich aus, um beispielsweise das Verhalten von Offshore-Anlagen, sehr schnellen Schiffen oder das Verhalten in Flachwasserbereichen untersuchen zu können. 
Während seines Lebens verfasste van Lammeren zahlreiche Bücher sowie Fachbeiträge, beispielsweise in den Zeitschriften Schip en Werf und International Shipbuilding Progress. Außerdem wirkte er über Jahre mit Fachvorträgen an der Lehre mit. Er knüpfte finanziell wichtige Verbindungen zur Maritimen Wirtschaft und unterstützte die International Towing Tank Conference maßgeblich. Auch nach seinem Eintritt in den Ruhestand im Jahr 1972 blieb er seinem Fach lebhaft verbunden. 
Seit 1955 war er Mitglied der Königlich Niederländischen Akademie der Wissenschaften.
Van Lammeren verstarb am 20. Oktober 1992 in Wageningen.

## Schriften (Auswahl)
- The design and calculation of cavitation-free wake propellers, Nederlands Scheepsbouwkundig Proefstation, Wageningen, 1938.
- Weerstand en voortstuwing van schepen: handleiding bij het ontwerpen van scheepsvormen, schroeven en roeren, Nederlands Scheepsbouwkundig Proefstation, Wageningen, 1948.
- Enkele Constructies ter Verbetering van het Rendement van de Voorstuwing, In: Ship en Werf, Band 7, Rotterdam, 1949.
- De toekomstige ontwikkeling van het onderzoek van schepsmodellen en -schroeven, Nederlands Scheepsbouwkundig Proefstation, Wageningen, 1952.
- The design of wake-adapted screws and their behaviour behind the ship, In: Transactions of the Institute of Engineers and Shipbuilders of Scotland, Band 99, 1955.
- mit M. W. C. Oosterveld: The Wageningen B-screw Series, In: Nederlands Scheepsbouwkundig Proefstation, Band 330, Wageningen, 1969.